# Steve Pence
Stephen B. „Steve“ Pence (* 22. Dezember 1953 in Louisville, Kentucky) ist ein US-amerikanischer Jurist und Politiker der Republikanischen Partei, der unter anderem Vizegouverneur des Bundesstaates Kentucky war.

## Leben
Pence studierte nach dem Schulbesuch zunächst an der Eastern Kentucky University und beendete dieses Studium mit einem Bachelor of Science. Ein anschließendes postgraduales Studium der Betriebswirtschaftslehre an der Eastern Kentucky University schloss er 1978 mit einem Master of Business Administration (MBA) ab. Ein weiteres Studium der Rechtswissenschaften an der University of Kentucky schloss er 1981 mit einem Juris Doctor (J.D.) ab und wurde nach der anschließenden anwaltlichen Zulassung im Bundesstaat Kentucky 1981 Assistent des Attorney General von Kentucky.
1982 trat er als Offizier in die US Army und diente dort bis 1987 im Judge Advocate General’s Corps (JAG). Im Anschluss verblieb er in der US Army Reserve und wurde zuletzt zum Oberstleutnant (JAG) befördert. Nach seinem Ausscheiden aus dem aktiven Militärdienst war er als Rechtsanwalt tätig und zuletzt von 1995 bis 2001 Partner der Kanzlei Pedley, Zielke, Gordinier & Pence.
Nachdem er zwischen 2001 und 2003 US Attorney für den Westbezirk (Western District) von Kentucky war, wurde er 2003 Vizegouverneur von Kentucky. Er war damit nach fast 60 Jahren der erste Lieutenant Governor des Bundesstaates aus der Republikanischen Partei, nachdem zuletzt Kenneth H. Tuggle von 1943 bis 1947 republikanischer Vizegouverneur Kentuckys war. 2007 folgte ihm der Demokrat Daniel Mongiardo im Amt.